# Серёдкинское сельское поселение
Серёдкинское се́льское поселе́ние — муниципальное образование в составе Пеновского района Тверской области.
Центр поселения — деревня Серёдка.
Образовано в 2005 году, включило в себя часть территории Серёдкинского сельского округа.

## Географические данные
- Общая площадь: 188,5 км²
- Нахождение: юго-восточная часть Пеновского района
  - Граничит:
    - на севере — с городским поселением посёлок Пено
    - на северо-востоке — с Осташковским районом, Замошское СП
    - на востоке — с Селижаровским районом, Шуваевское СП
    - на юге и западе — с Охватским СП

Основные реки — Жукопа (по западной границе) и её приток Ветожетка.

## Население
| 2005 | 2010 | 2011 | 2012 | 2013 | 2014 | 2015 |
| ---- | ---- | ---- | ---- | ---- | ---- | ---- |
| 351  | ↘221 | →221 | ↘218 | ↘217 | ↘214 | ↘212 |
| 2016 | 2017 | 2018 | 2019 | 2020 |      |      |
| →212 | ↘194 | ↘178 | ↘168 | ↘164 |      |      |

На 01.01.2008 — 310 человек.

## Населенные пункты
На территории поселения находятся 10 населенных пунктов:
| №  | Населённый пункт | Тип     | Население |
| -- | ---------------- | ------- | --------- |
| 1  | Бурехино         | деревня | 0         |
| 2  | Ветожетка        | деревня | ↘1        |
| 3  | Горовастица      | деревня | 14        |
| 4  | Городок          | деревня | 6         |
| 5  | Жукопа           | посёлок | ↘112      |
| 6  | Исполье          | деревня | 0         |
| 7  | Мизиново         | деревня | 20        |
| 8  | Олисово          | деревня | 0         |
| 9  | Сергеево         | деревня | 24        |
| 10 | Серёдка          | деревня | ↘43       |

## История
С XVIII века территория поселения входила:
- в 1708—1727 гг. в Санкт-Петербургскую (Ингерманляндскую 1708—1710 гг.) губернию, Тверскую провинцию,
- в 1727—1775 гг. в Новгородскую губернию, Тверскую провинцию,
- в 1775—1796 гг. в Тверское наместничество, Осташковский уезд,
- в 1796—1929 гг. в Тверскую губернию, Осташковский уезд,
- в 1929—1935 гг. в Западную область, Пеновский район,
- в 1935—1944 гг. в Калининскую область, Пеновский район
- в 1944—1957 гг. в Великолукскую область, Пеновский район
- в 1957—1963 гг. в Калининскую область, Пеновский район
- в 1963—1973 гг. в Калининскую область, Осташковский район
- в 1973—1990 гг. в Калининскую область, Пеновский район
- с 1990 в Тверскую область, Пеновский район.

В середине XIX-начале XX века деревни поселения относились к Пашутинской волости Осташковского уезда.

## Экономика
Основное предприятие - колхоз «Красный городок».